# 曹誰
曹 誰（そう すい）は、中国の詩人、作家、劇作家、バビルの塔主である。本名は、曹宏波。

## 概要
1982年、中国山西省生まれ。2008年遊学。チベット、新疆を何度も往復。現在各地で執筆活動。2007年長編の詩《大诗主义宣言》発表。1980年以降出生の青年作家の三大文学の一つとして評価される。長編小説《昆仑秘史1：时间地轴》で第5回青海青年文学賞の内「文学の星」を受賞。現在詩集である《谁在苦闷中象征》《冷抒情——亚欧的陆牧歌》《亚欧大陆地史诗》，散文集《巴别塔尖手记》，旅行記《大西部行走——西藏新疆青海游历记》，長編小説《巴别塔尖》《虎台太子》《昆仑秘史》など，映画シナリオ《香巴拉寺》とテレビドラマシナリオ《昆仑神话》なども執筆。